# Bazancourt (Oise)
Bazancourt település Franciaországban, Oise megyében. Lakosainak száma 103 fő (2022. január 1.). Bazancourt Fontenay-Torcy, Saint-Quentin-des-Prés, Sully, Gancourt-Saint-Étienne és Villers-Vermont községekkel határos.

## Népesség
A település népességének változása:
| Lakosok száma | 127  | 130  | 138  | 129  | 121  | 114  | 106  | 103  | 103  |
|               | 2013 | 2015 | 2016 | 2017 | 2018 | 2019 | 2020 | 2021 | 2022 |